# North Algona Wilberforce
North Algona Wilberforce es un municipio canadiense situado en la provincia de Ontario.

## Superficie
North Algona Wilberforce tiene una superficie de 369,23 km².

## Demografía
En 2021, tenía 3111 habitantes, una densidad poblacional de 8,4 hab./km², y 1757 viviendas.